# Gran Premi d'Àustria del 1964
Resultats del Gran Premi d'Àustria de Fórmula 1 de la temporada 1964, disputat al circuit de Zeltweg el 23 d'agost del 1964.

## Resultats
| Pos | No | Pilot              | Equip            | Voltes | Temps/ Retirada | Pos. de sortida | Punts |
| --- | -- | ------------------ | ---------------- | ------ | --------------- | --------------- | ----- |
| 1   | 8  | Lorenzo Bandini    | Ferrari          | 105    | 2h 06' 18. 23   | 7               | 9     |
| 2   | 4  | Richie Ginther     | BRM              | 105    | + 6.18 s        | 5               | 6     |
| 3   | 22 | Bob Anderson       | Brabham - Climax | 102    | + 3 Voltes      | 14              | 4     |
| 4   | 19 | Tony Maggs         | BRM              | 102    | + 3 Voltes      | 19              | 3     |
| 5   | 14 | Innes Ireland      | BRP - BRM        | 102    | + 3 Voltes      | 11              | 2     |
| 6   | 11 | Jo Bonnier         | Brabham - Climax | 101    | + 4 Voltes      | 10              | 1     |
| 7   | 18 | Giancarlo Baghetti | BRM              | 96     | + 9 Voltes      | 15              |       |
| 8   | 17 | Mike Hailwood      | Lotus - BRM      | 95     | + 10 Voltes     | 18              |       |
| 9   | 6  | Jack Brabham       | Brabham - Climax | 76     | + 29 Voltes     | 6               |       |
| Ret | 12 | Jochen Rindt       | Brabham - BRM    | 58     | Direcció        | 13              |       |
| Ret | 10 | Phil Hill          | Cooper - Climax  | 58     | Accident        | 20              |       |
| Ret | 5  | Dan Gurney         | Brabham - Climax | 47     | Suspensions     | 4               |       |
| Ret | 9  | Bruce McLaren      | Cooper - Climax  | 43     | Motor           | 9               |       |
| Ret | 2  | Mike Spence        | Lotus - Climax   | 41     | Palier / Eix    | 8               |       |
| Ret | 1  | Jim Clark          | Lotus - Climax   | 40     | Palier / Eix    | 3               |       |
| Ret | 15 | Trevor Taylor      | BRP - BRM        | 21     | Suspensions     | 16              |       |
| Ret | 20 | Jo Siffert         | Brabham - BRM    | 18     | Accident        | 12              |       |
| Ret | 7  | John Surtees       | Ferrari          | 9      | Suspensions     | 2               |       |
| Ret | 16 | Chris Amon         | Lotus - Climax   | 7      | Motor           | 17              |       |
| Ret | 3  | Graham Hill        | BRM              | 5      | Distribuïdor    | 1               |       |

## Altres
- Pole: Graham Hill 1' 09. 84

- Volta ràpida: Dan Gurney 1' 10. 56 (a la volta 32)

- Lorenzo Bandini ha estat l'únic pilot en debutar a la F1 i guanyar la cursa.